# Шарипов, Касым Шарипович
Касым Шарипович Шарипов — советский хозяйственный, государственный и политический деятель.

## Биография
Родился в 1912 году на станции Кара-Узек. Член КПСС.
С 1927 года — на хозяйственной, общественной и политической работе. В 1927—1974 гг. — секретарь редакции комсомольской газеты «Лениншил жас», редактор Партиздата, научный сотрудник-переводчик, заведующий сектором Института истории партии ЦК КП Казахстана, участник Великой Отечественной войны, политрук 8-й роты 23 стр. полка 316-й стрелковой дивизии, редактор казахской газеты «Вперед» 100-й отдельной казахской стрелковой бригады, заместитель редактора дивизионной газеты «За Родину!» 8-й гв. стрелковой дивизии, заместитель директора Института истории партии, редактор республиканской партийной газеты «Социалистик Казахстан», старший научный сотрудник Института истории партии, заместитель заведующего отделом науки и культуры ЦК КП Казахстана, директор Информационного агентства при Совете Министров Казахской ССР
Избирался депутатом Верховного Совета Казахской ССР 3-5-го созывов.
Умер в Алма-Ате в 1984 году.